# Hobart International 2025
Hobart International 2025 byl tenisový turnaj na ženském profesionálním okruhu WTA Tour, hraný v Hobartském mezinárodním tenisovém centru. Jubilejní třicátý ročník Hobart International probíhal mezi 6. a 11. lednem 2025 v australském Hobartu na dvorcích s tvrdým povrchem GreenSet.
Turnaj dotovaný 275 094 dolarů patřil do kategorie WTA 250. Nejvýše nasazenou singlistkou se stala třicátá třetí tenistka světa  Dajana Jastremská z Ukrajiny, kterou ve čtvrtfinále vyřadila Kesslerová. Jako poslední přímá účastnice do dvouhry nastoupila americká 76. hráčka žebříčku Sloane Stephensová.
V důsledku invaze Ruska na Ukrajinu na konci února 2022 řídící organizace tenisu ATP, WTA a ITF s grandslamy rozhodly, že ruští a běloruští tenisté mohli dále na okruzích startovat, ale do odvolání nikoli pod vlajkami Ruska a Běloruska.
Druhý singlový titul na okruhu WTA Tour vybojovala 25letá Američanka McCartney Kesslerová, která po skončení na žebříčku debutovala v první světové padesátce. Čtyřhru ovládly Číňanka Ťiang Sin-jü s Tchajwankou Wu Fang-sien, které vyhrály druhý turnaj v řadě. Do sezóny tak vstoupily se zápasovou bilancí 8–0.

## Rozdělení bodů a finančních odměn

### Rozdělení bodů
| Soutěž  | Soutěž      | vítězky | finalistky | semifinalistky | čtvrtfinalistky | 16 v kole | 32 v kole | Q  | Q2 | Q1 |
| ------- | ----------- | ------- | ---------- | -------------- | --------------- | --------- | --------- | -- | -- | -- |
| dvouhra | [ 4 ] [ 8 ] | 250     | 163        | 98             | 54              | 30        | 1         | 18 | 12 | 1  |
| čtyřhra | [ 9 ]       | 250     | 163        | 98             | 54              | 1         | —         | —  | —  | —  |

### Finanční odměny
| Soutěž                                | Soutěž      | vítězky  | finalistky | semifinalistky | čtvrtfinalistky | 16 v kole | 32 v kole | Q2      | Q1      |
| ------------------------------------- | ----------- | -------- | ---------- | -------------- | --------------- | --------- | --------- | ------- | ------- |
| dvouhra                               | [ 4 ] [ 8 ] | 36 300 $ | 21 484 $   | 11 970 $       | 6 815 $         | 4 160 $   | 2 975 $   | 2 200 $ | 1 420 $ |
| čtyřhra                               | [ 9 ]       | 13 200 $ | 7 430 $    | 4 260 $        | 2 540 $         | 1 960 $   | —         | —       | —       |
| částky ve čtyřhře jsou uvedeny na pár |             |          |            |                |                 |           |           |         |         |

## Ženská dvouhra

### Nasazení
| Stát                             | Hráčka             | WTA | Nasazení |
| -------------------------------- | ------------------ | --- | -------- |
| Ukrajina                         | Dajana Jastremská  | 33. | 1.       |
| Belgie                           | Elise Mertensová   | 34. | 2.       |
| USA                              | Amanda Anisimovová | 36. | 3.       |
| Polsko                           | Magda Linetteová   | 38. | 4.       |
| Nový Zéland                      | Lulu Sunová        | 40. | 5.       |
| Arménie                          | Elina Avanesjanová | 43. | 6.       |
| Slovensko                        | Rebecca Šramková   | 46. | 7.       |
| Čína                             | Jüan Jüe           | 49. | 8.       |
| Žebříček WTA k 30. prosinci 2024 |                    |     |          |

### Jiné formy účasti
Následující hráčky obdržely divokou kartu do hlavní soutěže:
- Maya Jointová
- Sofia Keninová
- Darja Savilleová
- Sloane Stephensová

Následující hráčky si zajistily postup do hlavní soutěže v kvalifikaci:
- Anna Bondárová
- María Lourdes Carléová
- Ann Liová
- Greet Minnenová
- Nuria Párrizasová Díazová
- Wang Si-jü

Následující hráčky postoupily z kvalifikace jako šťastné poražené:
- Lucia Bronzettiová
- Renata Zarazúová

### Odhlášení
před zahájením turnaje
- Anhelina Kalininová → nahradila ji  Renata Zarazúová
- Clara Tausonová → nahradila ji  Lucia Bronzettiová

## Ženská čtyřhra

### Nasazení
| Stát                                                                         | Hráčka            | Stát               | Hráčka             | WTA | Nasazení |
| ---------------------------------------------------------------------------- | ----------------- | ------------------ | ------------------ | --- | -------- |
| Slovensko                                                                    | Tereza Mihalíková | Spojené království | Olivia Nichollsová | 80. | 1.       |
| Norsko                                                                       | Ulrikke Eikeriová | Japonsko           | Makoto Ninomijová  | 89. | 2.       |
| USA                                                                          | Sofia Keninová    | Polsko             | Magda Linetteová   | 98. | 3.       |
| Čína                                                                         | Ťiang Sin-jü      | Čínská Tchaj-pej   | Wu Fang-sien       | 98. | 4.       |
| Žebříček WTA k 30. prosinci 2024; číslo je součtem umístění obou členek páru |                   |                    |                    |     |          |

### Jiné formy účasti
Následující páry obdržely divokou kartu:
- Alexandra Bozovicová /  Kaylah McPheeová
- Talia Gibsonová /  Maya Jointová

## Přehled finále

### Ženská dvouhra
- McCartney Kesslerová vs.  Elise Mertensová, 6–4, 3–6, 6–0

### Ženská čtyřhra
- Ťiang Sin-jü /  Wu Fang-sien vs.  Monica Niculescuová /  Fanny Stollárová, 6–1, 7–6(8–6)